# Artem Shmidt
Artem Shmidt (30 januari 2004) is een Amerikaans wielrenner die eind augustus 2024 prof werd bij INEOS Grenadiers.

## Carrière
Als eerstejaars junior, in 2021, won Shmidt de openingsetappe in de Internationale Juniorendriedaagse. De leiderstrui die hij daaraan overhield verdedigde hij in de overige drie ritten met succes, waardoor hij Quinn Simmons opvolgde als eindwinnaar. In maart 2022 won Shmidt twee Turkse tweedaagse etappekoersen. Later dat jaar werd hij onder meer zesde in de tijdrit en vijfde in de wegwedstrijd op het wereldkampioenschap.
In 2023 maakte Shmidt de overstap naar Hagens Berman Axeon. Namens die ploeg won hij in maart een etappe in de Istrian Spring Trophy. In mei 2024 werd hij nationaal kampioen tijdrijden bij de beloften. Eind augustus werd Shmidt prof bij INEOS Grenadiers, waar hij een contract tot eind 2026 had getekend. Zijn debuut voor de ploeg maakte hij in in de BEMER Cyclassics, waar hij op plek 68 eindigde.

## Overwinningen
2021
1e etappe Ronde van Ribera del Duero (ploegentijdrit)
Jongerenklassement Ronde van Ribera del Duero
1e etappe Internationale Juniorendriedaagse
Eind- en jongerenklassement Internationale Juniorendriedaagse
2022
1e etappe Manavgat Side Junior
Eindklassement Manavgat Side Junior
1e etappe Velo Alanya Junior
Eindklassement Velo Alanya Junior
3e etappe Ronde van Oostenrijk
Bergklassement Ronde van Oostenrijk
Bergklassement Ronde van Ribera del Duero
2023
1e etappe Istrian Spring Trophy
2024
 Amerikaans kampioen tijdrijden, Beloften
2025
 Amerikaans kampioen tijdrijden, Elite

## Resultaten in voornaamste wedstrijden
|      | \| Jaar \| Amstel Gold Race \| Waalse Pijl \| \| ---- \| ---------------- \| ----------- \| \| 2025 \| 63e \| 107e \| |             |
| Jaar | Amstel Gold Race | Waalse Pijl |
| 2025 | 63e | 107e        |

## Ploegen
- 2023 –  Hagens Berman Axeon
- 2024 –  Hagens Berman Jayco (tot 24 augustus)
- 2024 –  INEOS Grenadiers (vanaf 25 augustus)
- 2025 –  INEOS Grenadiers